# Antependium di Comburg
L'antependium di Comburg è un'opera del XII secolo in rame dorato, argento e smalti conservato nella chiesa abbaziale di Comburg, come paliotto dell'altare maggiore.

## Storia
Come il lampadario Hartwig nello stesso edificio, anche l'altare dorato risale al tempo dell'abate Hartwig, dunque attorno al 1130-1140, ma non è chiaro se si tratti di una commissione specifica per l'abbazia di Comburg. Dopo un restauro completo nel 1969, l'antependium è stato posizionato come paliotto per l'altare maggiore della chiesa abbaziale.

## Descrizione
L'antependium di Comburg è costituito da pannelli di rame sul quale sono state rilevate le figure degli Apostoli e di Cristo. Le figure sono concepite in modo tridimensionale e sono ricche di dettagli minuziosi, tra cui i volti dei personaggi molto caratterizzati, dalle acconciature alle rughe. I pannelli metallici sono stati poi dorati e montati in un'intelaiatura finemente smaltata. Tutti gli elementi metallici sono stati infine montati su una piastra di supporto in legno, realizzando una lastra di 77 centimetri di altezza e 188 centimetri di larghezza.